# Једидија Едија Були
Једидија Едија Були (Београд, 1834 — Беч, 2. септембар 1907) био је први истакнути члан сефардске породице Були из Београда. По занимању је био трговац и банкар, а осим тога вршио је и функцију председника Јеврејске сефардске општине. Био је именован за посланика Народне скупштине, што је био први пут да је за посланика именован Јеврејин. За своје заслуге вишеструко је одликован.

## Биографија
Једидија Були, познат као Едија, рођен је у Београду 1834. године, као син Јакова Булија. По занимању је био трговац и банкар. Захваљујући успешном пословању и друштвеном ангажовању уживао је велико поштовање. Био је први истакнути члан породице Були, али ни остали чланови породице нису заостајали за њим. Едија се два пута женио. У првом браку добио је сина Бенциона (1867—1933), а у другом браку синове Хуга (1875–1941/42), Морица (1876—1936) и Жака и ћерку Софију. Преминуо је 2. септембра 1907. Године у Бечу и четири дана касније сахрањен је на Сефардском Гробљу у Београду.
Породица Були помиње се у попису „арачких глава“ (пореских обвезника) још 1826. године. Као један од београдских Јевреја наведен је Јаков „Булиј“, који је несумњиво био члан породице Були. Представљала је једну од најугледнијих београдских сефардских породица. Крајем 19. и почетком 20. века учествовали су у стварању друштвеног и политичког живота у Београду. Дала је два председника Јеврејске сефардске општина и три посланика Народне скупштине Србије. Едијина супруга Меркуша Були (1834—1934) била је једна од оснивачица Јеврејског женског друштва (1874), првог женског удружења основано у Србији уопште. Била је његова председница у периоду од 1894. до 1912. године.
Најстарији син Бенцион био је банкар, народни посланик у Скупштини Србије и добротвор. Велики допринос дао је у српском банкарству и трговини. Током Првог светског рата сопственим средствима оснивао је прихват српских избеглица у Нишу, Скопљу и Солуну. Део своје заоставштине тестаментом је оставио Београдском универзитету, Јеврејској сефардској општини и бројним јеврејским друштвима. За свој допринос у многим сферама српског друштва вишеструко је одликован. Један парк на Дедињу, у београдској општини Савски Венац, носи његово име.
Хуго Були био је значајна личност за развој спорта у Србији, а посебно фудбала. Он је, између осталог, 1896. донео у Србију прву фудбалску лопту. Био је члан гимнастичког друштва Соко и један је од оснивача Лоптачке секције 1896. године. Заједно са Густавом Фајфером руководио је првом фудбалском утакмицом која је одиграна у Београду.
Мориц Були био је лекар бактериолог. На позив владе Србије учествовао је у сузбијању куге у селу Уровица код Обреновца, у пролеће 1910. године. Током балканских ратова радио је као лекар пољске болнице Дринске дивизије. У Првом светском рату је као болнички бактериолог учествовао у сузбијању пегавог тифуса у Нишу. После рата залагао се за изградњу савременог водовода у Београду. Учествовао је у формирању бактериолошке службе у Београду. Захваљујући његовом ангажовању подигнута је бактериолошка лабораторија за испитивање воде. На основу његових нацрта изграђен је Дезинсекциони завод у Београду.
Жак Були био је познати београдски трговац и хотелијер. Био је власник хотела „Ројал” у улици Краља Петра до почетка Другог светског рата. Жак и Хуго страдали су у холокаусту.
Жаков син Мони де Були био је песник, новинар и књижевни критичар. Налазио се међу оснивачима нових књижевних покрета, песничких прогласа и публикација. После Првог светског рата отишао је у Париз, где је ушао у круг најпознатијих француских надреалиста. По повратку у Београд, 1926. је са Ристом Ратковићем покренуо часопис „Вечност”, који је заступао идеје надреалиста. Вративши се у Париз постаје члан многих авангардних група и покреће више часописа.

### Привредна делатност
Едија Були  Каријеру је започео као трговац, а касније је основао банку коју је после његове смрти преузео и још успешније утемељио његов најстарији син Бенцион. Био је заслужан за ширење трговинских веза Србије са иностранством, а истовремено је био и председник Трговачке штедионице и члан првог Есконтног одбора Привилеговане народне банке. Осим тога био је члан Тарифног одбора
Српске државне железнице и Трговачког суда. Пословао је заједно са својим братом Давидом Булијем и њих двојица успела су да породицу Були уздигну у ред најбогатијих и најугледнијих београдских породица, какви су били Хаџитомићи и Баба-Дудићи и појединаца попут Ђорђа Вајферта, браће Рашић, Илије Ковачевића или Игњата Бајлонија.

### Политичко ангажовање
Едија Були уживао је углед и поштовање кнеза, касније краља Милана, а касније и краља Александра. Указима кнеза (1881), потом краља (1885) Милана Обреновића и краља Александра Обреновића (1895) био је именован за посланика Народне скупштине. Међу четрдесет чланова скупштине био је то први пут да је за посланика именован један Јеврејин из Београда. Био је именовани јеврејски посланик, а посланичко именовање пренето је на његовог брата Давида, а касније на сина Бенциона. Као члан Српске напредне странке 1881. године изабран је за општинског одборника у Београду.

### Активности у сефардској заједници
Едија Були био је истакнути члансефардске заједнице у Београду. Активно је учествовао у раду више хуманитарних организација. У периоду од 1897. До 1907. вршио је функцију председника Јеврејске сефардске општине, на ком месту је заменио Јакова Алкалаја. Као и његов претходник, Едија Були се залагао за подизање нове синагоге Бет Јисраел у улици Цара Уроша. Присуствовао је и свечаности поводом полагања камена темељца, 10. маја 1907. године. Камен темељац положио краљ Петар I Карађорђевић. Том приликом у темеље зграде положена је повеља писана на пергаменту, хебрејском и српском језику, коју је краљ потписао. Едија Були није дочекао завршетак изградње синагоге, која је освећена 8. септембра 1908.

## Одликовања
За своје заслуге Едија Були је одликован Орденом Белог орла V степена, Таковским крстом V степена и Медаљом обновљене Краљевине.